# Sydney McLaughlin-Levrone
Sydney Michelle McLaughlin (født 7. august 1999) er en amerikansk atlet, der konkurrerer i hækkeløb.
Hun repræsenterede USA ved sommer-OL 2016 i Rio de Janeiro, hvor hun blev elimineret i semifinalen på 400 meter hækkeløb.
Hun satte verdensrekord på 400 meter hækkeløb med 51,90 under den amerikanske OL-udtagning i Eugene 27. juni 2021.
Sydney McLaughlin satte verdensrekord (51,46) og vandt guld i 400 meter hækkeløb under sommer-OL 2020 i Tokyo. Hun vandt også guld som en del af 4×400 meter stafethold.